# Emma Zimmer
Emma Zimmer, född 14 augusti 1888 i Hassmersheim, död 20 september 1948 i Hameln, var en tysk fångvaktare (SS-Aufseherin) i bland annat Ravensbrück och Auschwitz-Birkenau. Hon blev beryktad för sin sadism. Efter andra världskriget ställdes hon inför rätta vid den sjunde Ravensbrückrättegången, dömdes till döden och avrättades genom hängning. Skarprättare var Albert Pierrepoint.

## Utmärkelser
- Krigsförtjänstkorset av andra klassen utan svärd[3]